# Abdi İpekçi Arena

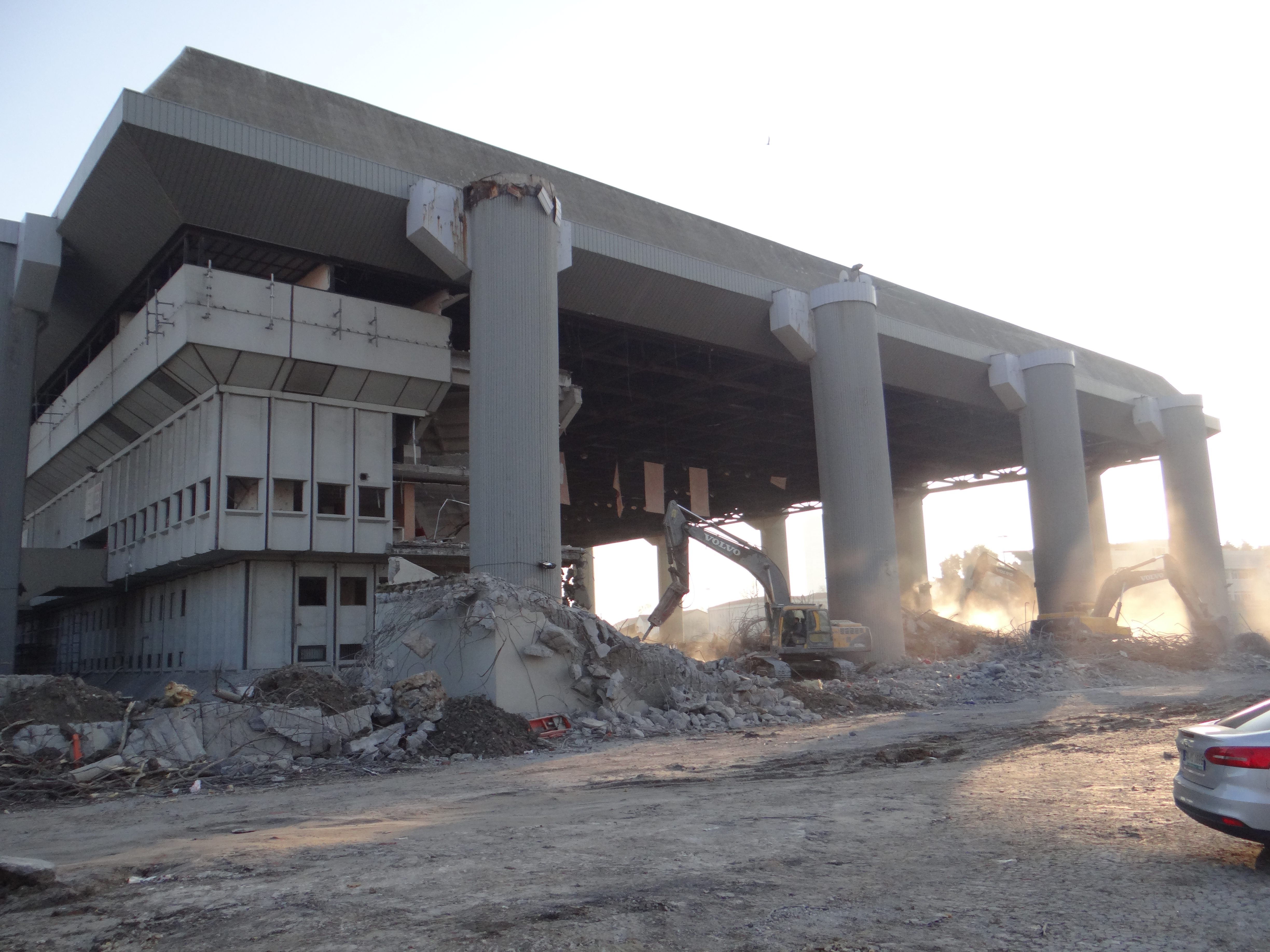
Obiekt po demolicji (2018)

Abdi İpekçi Arena – hala widowiskowo-sportowa zlokalizowana w Stambule w Turcji. 
Otwarta w 1986 gościła wiele wydarzeń zarówno sportowych jak i kulturalnych. Na co dzień w hali swoje mecze rozgrywają koszykarze Efes Pilsen Stambuł oraz Fenerbahçe Ülker. W 2010 r. odbyły się tu Mistrzostwa Świata w koszykówce. Właścicielem obiektu jest Turecka Federacja Koszykarska, niegdyś w hali swoje mecze rozgrywała kadra narodowa Turcji w koszykówce, jednak od 2010 roku drużyna narodowa przeniosła się do nowej hali Sinan Erdem Dome.

## Ważniejsze wydarzenia
- 1992 - Euroliga - Final Four
- 1995 - Puchar Saporty
- 1996 - FIBA EuroStars
- 1997 - Girl Power! Live in Istanbul
- 2001 - Mistrzostwa Europy w Koszykówce 2001
- 2004 - Konkurs Piosenki Eurowizji 2004
- 2005 - koncert Phila Collinsa
- 2007 - koncert Enrique Iglesiasa
- 2009 - Mistrzostwa Europy w Pływaniu na krótkim basenie 2009
- 2009 - Mistrzostwa Europy w Piłce Siatkowej Mężczyzn 2009
- 2010 - Mistrzostwa Świata w Koszykówce Mężczyzn 2010